# Aloksa (sielsowiet Worniany)
Aloksa (biał. Алёкса, Aloksa; ros. Алёкса, Aloksa) – chutor na Białorusi, w obwodzie grodzieńskim, w rejonie ostrowieckim, w sielsowiecie Worniany, nad Wilią i w pobliżu granicy z Litwą.

## Historia
W czasach zaborów folwark i osada w gminie Kiemieliszki, w powiecie święciańskim, w guberni wileńskiej Imperium Rosyjskiego. W 1905 roku: 
- folwark liczył 31 mieszkańców, 53 dziesięciny, własność Rossochackiego[1].
- osada liczyła 9 mieszkańców, 5 dziesięcin, własność Rossochackiego[1].

W dwudziestoleciu międzywojennym folwark leżący w Polsce, w województwie wileńskim, w powiecie wileńsko-trockim, do 1 kwietnia 1927 w gminie Bystrzyca, następnie w gminie Mickuny.
Po II wojnie światowej w granicach Związku Sowieckiego. Od 1991 w niepodległej Białorusi.